# Wassili Witaljewitsch Misinow
Wassili Witaljewitsch Misinow (russisch Василий Витальевич Мизинов; englisch Vasiliy Mizinov; * 29. Dezember 1997 in Magnitogorsk) ist ein russischer Geher.

## Sportliche Laufbahn
Erste internationale Erfahrungen sammelte Wassili Misinow bei den Junioreneuropameisterschaften 2015 im schwedischen Eskilstuna, bei denen er im 10.000-Meter-Gehen disqualifiziert wurde. 
Unter neutraler Flagge startend, errang er bei den Europameisterschaften 2018 in Berlin mit einer Zieleinlaufzeit von 1:20:50 Stunden hinter den Spaniern Álvaro Martín und Diego García die Bronzemedaille im 20-km-Gehen. Bei den Leichtathletik-Weltmeisterschaften 2019 in Doha gewann er, erneut unter neutraler Flagge, im 20-km-Gehen die Silbermedaille.